# Manchookhonia granulipennis
Manchookhonia granulipennis är en insektsart som beskrevs av Kato 1933. Manchookhonia granulipennis ingår i släktet Manchookhonia och familjen sporrstritar. Inga underarter finns listade i Catalogue of Life.